# Alberto II de Mecklemburgo
No confundir con Alberto II de Mecklemburgo-Stargard, que gobernó Mecklemburgo-Stargard y otros señoríos como Neobrandeburgo en 1417-1423.
Alberto II (Albrecht II) duque de Mecklemburgo (h. 1318 - 18 de febrero de 1379) fue un señor feudal en el norte de Alemania en las costas del mar Báltico. Reinó como el jefe de la casa de Mecklemburgo. Su sede principesca estaba ubicada en Schwerin desde los años 1350.
Alberto nació en Schwerin como el segundo (pero el mayor de los supervivientes) hijo del señor Enrique II de Mecklemburgo (h. 1266-1329), señor de Stargard (Stari Gard), del antiguo clan principesco véndico de los abodritas, y su segunda esposa la princesa Ana de Sajonia-Wittenberg (m. 1327), de la principesca casa de Ascania.
El duque Alberto sucedió a su padre como príncipe reinante (o señor) de Mecklemburgo en 1329. Estuvo también muy interesado en obtener influencia en Escandinavia, esto es feudos o ingresos. El emperador del Sacro Imperio Segismundo elevó Mecklemburgo al estatus de ducado el 1 de julio de 1347, a través de lo cual Alberto (junto con su hermano menor Juan) se convirtió en el primer duque de Mecklemburgo.
El 10 de abril de 1336, Alberto se casó con una compatriota, la heredera escandinava Eufemia de Suecia y Noruega. Su padre era Erico de Suecia, duque de Södermanland y Halland, su madre la princesa Ingeborg de Noruega, la heredera y única hija legítima del rey Haakon V de Noruega. A través de su matrimonio, Alberto obtuvo presencia en Suecia por medio de los estados hereditarios de su esposa y conexiones ancestrales. Esto le permitió participar en los asuntos internos de Escandinavia. Alberto adquirió el apodo de "El zorro de Mecklemburgo" de los suecos para evocar su intriga y avaricia.
Alberto arregló que su hijo mayor, el futuro Enrique III de Mecklemburgo, se casara con Ingeborg, la hija mayor y potencial heredera del rey Valdemar IV de Dinamarca. El príncipe Enrique se casó con ella en algún momento alrededor de 1362, y su hijo niño fue pronto ofrecido sin éxito como un heredero al reino de Dinamarca en competencia con la hija menor de Valdemar, la reina Margarita de Noruega, la futura gobernante de la Unión de Kalmar.
El cuñado de Alberto el rey Magnus IV de Suecia se enfrentó a graves dificultades que empezaron en los años 1350. Nobles influyentes intentaron cortar la concentración de poder real en Suecia y poner al hijo mayor del mismo Magnus, Erico como un rey rival. Después de la muerte del joven Erico, el segundo hijo de Alberto del mismo nombre Alberto se convirtió en el siguiente pretendiente marioneta del partido noble en Suecia.
El duque Alberto se vio muy involucrado en intentar hacer rey a su hijo en Suecia, pero con él mismo como el verdadero poder detrás del trono. El más joven Alberto depuso a su tío Magnus IV del trono sueco y ascendió como rey Alberto de Suecia.
Ya en vida de Alberto y Eufemia se reconoció que la posición genealógica de ella podría convertirse en un punto trascendente para cualquier futura reclamación a los tronos escandinavos.
Cuando su primera esposa murió, el duque Alberto se casó por segunda vez con la condesa Adelaida de Hohenstein, hija del conde Ulrico de Hohenstein. Ese matrimonio aparentemente no tuvo hijos.
El duque Alberto tuvo cinco hijos que le sobrevivieron de su matrimonio con Eufemia: dos hijos Enrique, Alberto y Magnus y sus hijas Ingeborg y Ana. 